# كانديس بيرغن
كانديس بيرغن (بالإنجليزية:Candice Bergen) ، من مواليد 9 مايو 1946م، ممثلة أمريكية مشهورة، أشتهرت بتمثيلها في المسلسلات الأمريكية والأفلام السينمائية، وكما كانت الفائزة لجائزة إيمي للأفلام .

## الأعمال

### الأفلام
| السنة | الفيلم           | الدور                     | ملاحظات |
| ----- | ---------------- | ------------------------- | ------- |
| 1966  | المجموعة         | ليكى إيستليك              |         |
| 1966  | حصى الرمال       | شيرلي إيكيرت              |         |
| 1967  | عش للحياة        | كانديس                    |         |
| 1975  | العاصفة والأسد   | إيدن بيدكيرس              |         |
| 1982  | غاندي (فيلم)     | مارغريت وايت              |         |
| 2000  | ملكة الدماثة     | كاثي مورنينغسايد          |         |
| 2002  | سويت هوم ألاباما | رئيسة البلدية كيت هينينغز |         |
| 2008  | النساء           | كاثرين فريزر              |         |
| 2009  | حروب العرائس     | ماريون سانت كلير          |         |
| 2017  | القواعد لا تنطبق | نادين هينلي               |         |
| 2017  | البيت مرة ثانية  | ليليان ستيوارت            |         |
| 2018  | نادي الكتاب      | شارون                     |         |

## وصلات خارجية
- كانديس بيرغن على موقع IMDb (الإنجليزية)
- كانديس بيرغن على موقع الموسوعة البريطانية (الإنجليزية)
- كانديس بيرغن على موقع روتن توميتوز (الإنجليزية)
- كانديس بيرغن على موقع مونزينجر (الألمانية)
- كانديس بيرغن على موقع ألو سيني (الفرنسية)
- كانديس بيرغن على موقع ميوزك برينز (الإنجليزية)
- كانديس بيرغن على موقع تيرنر كلاسيك موفيز (الإنجليزية)
- كانديس بيرغن على موقع أول موفي (الإنجليزية)
- كانديس بيرغن على موقع قاعدة بيانات برودواي على الإنترنت (الإنجليزية)
- كانديس بيرغن على موقع قاعدة بيانات الأفلام السويدية (السويدية)
- Candice Bergen at wowOwow

قالب:2010 Television Hall of Fame